# Ползунов, Владислав Леонидович
Владисла́в Леони́дович Ползуно́в (род. 21 января 1976, Москва) — российский гребец-каноист, выступал за сборную России в конце 1990-х — начале 2000-х годов. Серебряный и бронзовый призёр чемпионатов мира, трёхкратный чемпион Европы, победитель национальных первенств и многих международных регат. На соревнованиях представлял Москву и спортивное общество «Динамо», заслуженный мастер спорта.

## Биография
Владислав Ползунов родился 21 января 1976 года в Москве. Активно заниматься греблей начал в раннем детстве, проходил подготовку в московской спортивной школе олимпийского резерва, состоял в добровольном спортивном обществе «Динамо». Первого серьёзного успеха добился в 1996 году, когда завоевал золотую медаль на взрослом всероссийском первенстве — в зачёте каноэ-двоек на дистанции 500 метров. Год спустя взял сразу три золота в составе четырёхместного экипажа в гонках на двести, пятьсот и тысячу метров. Попав в основной состав российской национальной сборной, побывал на чемпионате Европы в болгарском Пловдиве, откуда привёз награду золотого достоинства, выигранную в двойках в двухсотметровом заезде. Позже получил бронзу и серебро на чемпионате мира в канадском Дартмуте, в четвёрках на 500 и 1000 м соответственно. За эти достижения по итогам сезона удостоен почётного звания «Заслуженный мастер спорта России».
В 1998 году Ползунов выиграл две бронзовые медали на мировом первенстве в венгерском Сегеде, в двухсотметровой программе двоек и полукилометровой программе четвёрок. В сезоне 2000 года добыл золото на чемпионате Европы в польской Познани, в дисциплине С-4 500 м, ещё через год стал трёхкратным чемпионом Европы, в той же дисциплине одержав победу на соревнованиях в Милане. Последний раз добился значимого результата на международной арене в 2001 году на чемпионате мира в Познани, где занял третье бронзовое место в зачёте С-4 200 м. Впоследствии оставался действующим спортсменом ещё в течение нескольких лет, в 2003 году стал чемпионом Москвы по гребле на байдарках и каноэ — в заезде четвёрок на 1000 метров.